# Basketballer des Jahres
Basketballer des Jahres ist eine jährlich vergebene Auszeichnung im Basketball, vergleichbar der sportartübergreifenden Auszeichnung Sportler des Jahres.

## Deutschland
Der Spieler des Jahres der Basketball-Bundesliga der Herrenliga, der seit 2006 von den Trainern der Bundesliga-Vereine und über 30 Medienvertretern gewählt wird, sowie der Damen-Basketball-Bundesliga wird als Basketballer beziehungsweise Basketballerin des Jahres in Deutschland betrachtet. Daher sind auch Spieler und Spielerinnen mit ausländischer Staatsangehörigkeit wählbar.
Vorher wurde die Auszeichnung in Deutschland von den Fans vergeben; anfangs von den Lesern der Fachzeitschrift Basketball, danach mittels Abstimmung im Internet. Zuletzt wurde 2004 mit Pascal Roller bei den Herren ein deutscher Nationalspieler MVP der Basketball-Bundesliga. Früher waren auch Spieler außerhalb der Basketball-Bundesliga wählbar, so dass im Olympiajahr 1992 mit Detlef Schrempf auch ein NBA-Spieler Basketballspieler des Jahres wurde. Der bekannteste deutsche Spieler Dirk Nowitzki wurde einmal Basketballer des Jahres, als er vor seinem Karrierebeginn in der NBA im Februar 1999 mit seinem Heimatverein DJK Würzburg 16 von 26 Pflichtspielen in der Saison 1998/1999 in der Basketball-Bundesliga spielte.
| Jahr | Spieler           | Verein                  | Spielerin              | Verein                                    |
| ---- | ----------------- | ----------------------- | ---------------------- | ----------------------------------------- |
| 1988 | Mike Jackel       | BSC Saturn Köln         |                        |                                           |
| 1989 | Hansi Gnad        | BSC Saturn Köln         |                        |                                           |
| 1990 | Henning Harnisch  | TSV Bayer 04 Leverkusen | Heike Roth             | TSV Bayer 04 Leverkusen                   |
| 1991 | Henning Harnisch  | TSV Bayer 04 Leverkusen | Heike Roth             | TSV Bayer 04 Leverkusen                   |
| 1992 | Detlef Schrempf   | Indiana Pacers          | Heike Roth             | TSV Bayer 04 Leverkusen                   |
| 1993 | Kai Nürnberger    | TTL Basketball Bamberg  | Petra Kremer           | Barmer TV 1846 Wuppertal                  |
| 1994 | Teoman Alibegović | Alba Berlin             | Petra Kremer           | Barmer TV 1846 Wuppertal                  |
| 1995 | Michael Koch      | TSV Bayer 04 Leverkusen | Heike Roth             | Barmer TV 1846 Wuppertal                  |
| 1996 | Henrik Rödl       | Alba Berlin             | Marlies Askamp         | New Basket ’92 Oberhausen                 |
| 1997 | Wendell Alexis    | Alba Berlin             | Marlies Askamp         | New Basket ’92 Oberhausen Phoenix Mercury |
| 1998 | Wendell Alexis    | Alba Berlin             |                        |                                           |
| 1999 | Dirk Nowitzki     | DJK Würzburg            |                        |                                           |
| 2000 | Wendell Alexis    | Alba Berlin             |                        |                                           |
| 2001 | Mark Miller       | Telekom Baskets Bonn    | Christine Ishaque      | BC Marburg                                |
| 2002 | Wendell Alexis    | Alba Berlin             | Andrea Harder          | TV Saarlouis Royals                       |
| 2003 | Jovo Stanojević   | Alba Berlin             | Mirka Jarchovská       | TSV 1880 Wasserburg                       |
| 2004 | Pascal Roller     | OPEL Skyliners          | Wanda Guyton           | TSV 1880 Wasserburg                       |
| 2005 | Chuck Eidson      | Gießen 46ers            | Marlies Askamp         | New Basket ’92 Oberhausen                 |
| 2006 | Jovo Stanojević   | Alba Berlin             | Zuzana Polónyiová      | TV Saarlouis Royals                       |
| 2007 | Jerry Green       | EnBW Ludwigsburg        | Diana Pop              | TSV 1880 Wasserburg                       |
| 2008 | Julius Jenkins    | Alba Berlin             | Diana Pop              | TSV 1880 Wasserburg                       |
| 2009 | Jason Gardner     | EWE Baskets Oldenburg   | Romy Bär               | TV Saarlouis Royals                       |
| 2010 | Julius Jenkins    | Alba Berlin             | Stina Barnert          | TV Saarlouis Royals                       |
| 2011 | DaShaun Wood      | Deutsche Bank Skyliners | Tiffany Porter-Talbert | TSV 1880 Wasserburg                       |
| 2012 | John Bryant       | ratiopharm ulm          | Tamara Tatham          | SV Halle Lions                            |
| 2013 | John Bryant       | ratiopharm ulm          | Emma Cannon            | TSV 1880 Wasserburg                       |
| 2014 | Malcolm Delaney   | FC Bayern München       |                        |                                           |
| 2015 | Jamel McLean      | Alba Berlin             |                        |                                           |
| 2016 | Brad Wanamaker    | Brose Baskets           |                        |                                           |
| 2017 | Raymar Morgan     | ratiopharm ulm          |                        |                                           |
| 2018 | Luke Sikma        | Alba Berlin             |                        |                                           |
| 2019 | Will Cummings     | EWE Baskets Oldenburg   |                        |                                           |
| 2020 | Marcos Knight     | MHP Riesen Ludwigsburg  |                        |                                           |

## Europa
Es gab mehrere Auszeichnungen für den besten europäischen Spieler eines Jahres.
Die italienische Zeitung La Gazzetta dello Sport vergibt den European Player of the Year Award (auch „Europlayer“ und „Euroscar“). Die Jury bilden Trainer, Spieler und Sportjournalisten aus 14 Ländern. Der europäische Kontinentalverband FIBA Europa wählte von 2005 bis 2014 den FIBA Europe Player of the Year. Experten (internationale Medienvertreter, Trainer und Spieler) sowie die Fans stimmten hier über die jeweiligen Gewinner ab. Die älteste Auszeichnung ist der von 1976 bis 2010 vom italienischen Fachmagazin Superbasket vergebene Mister Europa. Alle drei Ehrungen werden an die besten aus Europa stammenden Spieler vergeben, unabhängig davon, wo sie spielen.
| Euroscar (La Gazzetta dello Sport) | Euroscar (La Gazzetta dello Sport) | Euroscar (La Gazzetta dello Sport) | FIBA Europe Player of the Year (FIBA Europa) | FIBA Europe Player of the Year (FIBA Europa) | Mister Europa (Superbasket) |
| Jahr                               | Spieler                            | Spielerin                          | Spieler                                      | Spielerin                                    | Spieler                     |
| ---------------------------------- | ---------------------------------- | ---------------------------------- | -------------------------------------------- | -------------------------------------------- | --------------------------- |
| 1976                               | –                                  | –                                  | –                                            | –                                            | Pierluigi Marzorati         |
| 1977                               | –                                  | –                                  | –                                            | –                                            | Dražen Dalipagić            |
| 1978                               | –                                  | –                                  | –                                            | –                                            | Dražen Dalipagić            |
| 1979                               | Wladimir Tkatschenko               | Uļjana Semjonova                   | –                                            | –                                            | Wladimir Tkatschenko        |
| 1980                               | Dražen Dalipagić                   | Zorica Đurković                    | –                                            | –                                            | Dino Meneghin               |
| 1981                               | Dragan Kićanović                   | Zorica Đurković                    | –                                            | –                                            | Dragan Kićanović            |
| 1982                               | Dragan Kićanović                   | Zsuzsa Boksay                      | –                                            | –                                            | Dragan Kićanović            |
| 1983                               | Dino Meneghin                      | Catarina Pollini                   | –                                            | –                                            | Dino Meneghin               |
| 1984                               | Arvydas Sabonis                    | Catarina Pollini                   | –                                            | –                                            | Juan Antonio San Epifanio   |
| 1985                               | Arvydas Sabonis                    | Ágnes Németh                       | –                                            | –                                            | Arvydas Sabonis             |
| 1986                               | Dražen Petrović                    | Catarina Pollini                   | –                                            | –                                            | Dražen Petrović             |
| 1987                               | Nikos Galis                        | Catarina Pollini                   | –                                            | –                                            | Nikos Galis                 |
| 1988                               | Arvydas Sabonis                    | Danira Nakić                       | –                                            | –                                            | Šarūnas Marčiulionis        |
| 1989                               | Dražen Petrović                    | Danira Nakić                       | –                                            | –                                            | Vlade Divac                 |
| 1990                               | Toni Kukoč                         | Danira Nakić                       | –                                            | –                                            | Toni Kukoč                  |
| 1991                               | Toni Kukoč                         | Razija Mujanović                   | –                                            | –                                            | Toni Kukoč                  |
| 1992                               | Dražen Petrović                    | Natalja Sasulskaja                 | –                                            | –                                            | Toni Kukoč                  |
| 1993                               | Dražen Petrović                    | Natalja Sasulskaja                 | –                                            | –                                            | Dražen Petrović             |
| 1994                               | Toni Kukoč                         | Razija Mujanović                   | –                                            | –                                            | Aleksandar Đorđević         |
| 1995                               | Arvydas Sabonis                    | Razija Mujanović                   | –                                            | –                                            | Aleksandar Đorđević         |
| 1996                               | Toni Kukoč                         | Eva Němcová                        | –                                            | –                                            | Toni Kukoč                  |
| 1997                               | Arvydas Sabonis                    | Isabelle Fijalkowski               | –                                            | –                                            | Arvydas Sabonis             |
| 1998                               | Toni Kukoč                         | Jelena Baranowa                    | –                                            | –                                            | Predrag Danilović           |
| 1999                               | Arvydas Sabonis                    | Margo Dydek                        | –                                            | –                                            | Andrea Meneghin             |
| 2000                               | Gregor Fučka                       | Cathy Melain                       | –                                            | –                                            | Gregor Fučka                |
| 2001                               | Peja Stojaković                    | Ann Wauters                        | –                                            | –                                            | Peja Stojaković             |
| 2002                               | Dirk Nowitzki                      | Ann Wauters                        | –                                            | –                                            | Peja Stojaković             |
| 2003                               | Dirk Nowitzki                      | Agnieszka Bibrzycka                | –                                            | –                                            | Šarūnas Jasikevičius        |
| 2004                               | Dirk Nowitzki                      | Ann Wauters                        | –                                            | –                                            | Pau Gasol                   |
| 2005                               | Dirk Nowitzki                      | Ann Wauters                        | Dirk Nowitzki                                | Marija Stepanowa                             | Dirk Nowitzki               |
| 2006                               | Dirk Nowitzki                      | Marija Stepanowa                   | Theodoros Papaloukas                         | Marija Stepanowa                             | Jorge Garbajosa             |
| 2007                               | Tony Parker                        | Anete Jēkabsone-Žogota             | Andrei Kirilenko                             | Anete Jēkabsone-Žogota                       | Dimitrios Diamantidis       |
| 2008                               | Pau Gasol                          | Ann Wauters                        | Pau Gasol                                    | Marija Stepanowa                             | Ricky Rubio                 |
| 2009                               | Pau Gasol                          | Sandrine Gruda                     | Pau Gasol                                    | Sandrine Gruda                               | Pau Gasol                   |
| 2010                               | Pau Gasol                          | Hana Horáková-Machová              | Miloš Teodosić                               | Hana Horáková-Machová                        | Juan Carlos Navarro         |
| 2011                               | Dirk Nowitzki                      | Alba Torrens                       | Dirk Nowitzki                                | Alba Torrens                                 | –                           |
| 2012                               | Andrei Kirilenko                   | Céline Dumerc                      | Andrei Kirilenko                             | Céline Dumerc                                | –                           |
| 2013                               | Tony Parker                        | Alba Torrens                       | Tony Parker                                  | Sancho Lyttle                                | –                           |
| 2014                               | Marc Gasol                         |                                    | Tony Parker                                  | Alba Torrens                                 | –                           |
| 2015                               | Pau Gasol                          |                                    | –                                            | –                                            | –                           |
| 2016                               | Miloš Teodosić                     |                                    | –                                            | –                                            | –                           |
| 2017                               | Goran Dragić                       |                                    | –                                            | –                                            | –                           |
| 2018                               | Giannis Antetokounmpo              |                                    | –                                            | –                                            | –                           |
| 2019                               | Luka Dončić                        |                                    | –                                            | –                                            | –                           |

## Sonstige
Auch in anderen Ländern und Ligen werden die besten Spieler ausgezeichnet, am bekanntesten sind die MVP-Awards („wertvollste Spieler“) der NBA.